# Johann Georg Brauns (Politiker)
Johann Georg Brauns (auch: Georg Brauns; geboren 17. Mai 1787 in Hannover; gestorben 3. Dezember 1855 ebenda) war ein deutscher Gerber, Bürgervorsteher und Abgeordneter in der zweiten Kammer des Königlich Hannoverschen Landtages.

## Leben
Johann Georg Brauns wurde in die Familie Brauns hineingeboren. Sein Großvater war zuvor von einem jahrhundertelang in Familienbesitz befindlichen Vollmeierhof in Büren in das Kurfürstentum Braunschweig-Lüneburg nach Neustadt am Rübenberge eingewandert. Sein Vater gleichen Namens, ebenso wie dessen Vater, waren Bürger und Hausbesitzer in Hannover geworden, wo Johann Georg Brauns senior das Amt des Schwertfeger-Obermeisters ausübte.
Brauns war der jüngste von drei Brüdern, seine beiden Schwestern waren schon im Kindesalter verstorben. Er erlernte den Handwerksberuf des Lohgerbens, begab sich als Geselle dann einige Jahre auf Wanderschaft und machte sich anschließend in seiner Heimatstadt, in der er am 21. Mai 1828 das Bürgerrecht erwarb, selbständig.
Brauns eröffnete seinen Betrieb im Hause seines Vaters in der Osterstraße. Doch die Stadtverwaltung verweigerte die Genehmigung, den hinter dem Gebäude liegenden Stadtgraben zum Gerben der Felle zu benutzen. Daher verlegte sich Brauns zunächst auf den Handel mit Leder, später mit Kohlen und Steinen.
Er heiratete die aus Hannover stammende Justine Rode; der Ehe entsprossen zwei Töchter und sieben Söhne, „von denen drei das Geschlecht fortsetzen konnten.“
Brauns Einsatz für die Allgemeinheit zog am 21. Mai 1829 seine Wahl zum Bürgervorsteher des Holzmarkt-Distrikts nach sich; ein Amt, das er durch stete Wiederwahl bis Ende 1842 bekleidete.
Rund ein Jahr zuvor war Brauns in der unterdessen zur Residenzstadt verwandelten Gemeinde am 11. November 1841 zum Vorsteher der Städtischen Brauergilde gewählt worden. Knapp zwei Jahre später wählte ihn der städtische Magistrat am 13. Juni 1843 zum Senator der Stadt vor, doch die königlich hannoversche Regierung bestätigte ihn nicht als solchen, da er ihr als „zu unbequem“ galt.
1847 wurde Brauns als Abgeordneter Mitglied der Zweiten Kammer der Ständeversammlung des Königreichs Hannover.